# Криниця (Миргородський район)
Крини́ця — село в Україні, у Лохвицькій міській громаді Миргородського району Полтавської області. Населення становить 499 осіб. Орган місцевого самоврядування — Лохвицька міська рада.

## Географія

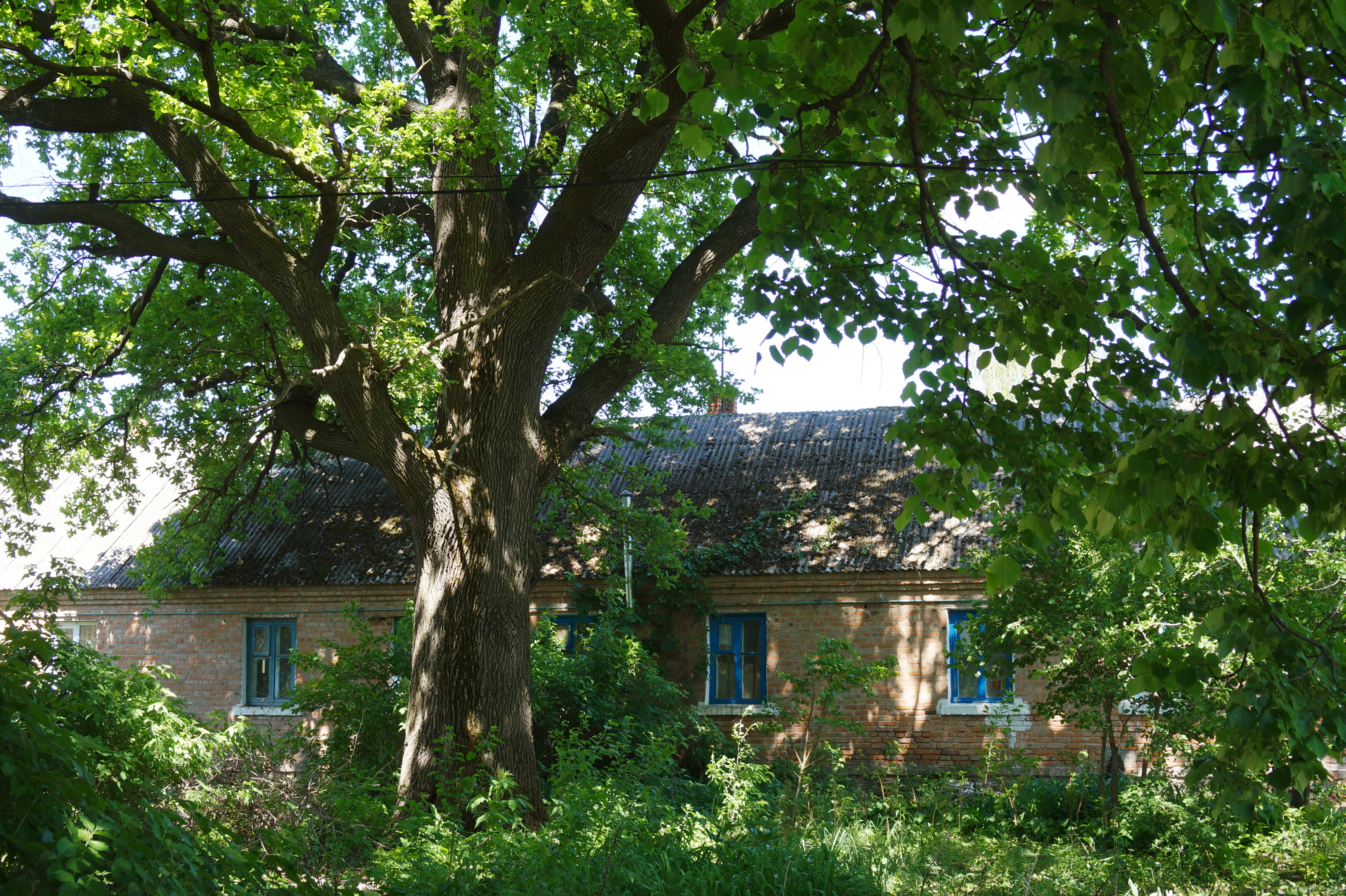
Дуб черешчатий — ботанічна пам'ятка природи

Село Криниця розташоване за 3 км від правого берега річки Лохвиця, за 1 км від села Риги і за 2 км від міста Лохвиця. Село оточене великим садовим масивом. Поруч проходить автомобільна дорога Р60.
У західній частині селі є ботанічна пам'ятка природи місцевого значення — дуб черешчатий.

## Історія
- 1912 — дата заснування як хутір Іляшевича.
- 1920 — перейменоване в хутір Криниця.
- 1960 — змінений статус на селище.
- 2007 — змінений статус на село.
- 12 червня 2020 року, відповідно до розпорядження Кабінету Міністрів України № 721-р «Про визначення адміністративних центрів та затвердження територій територіальних громад Полтавської області», село увійшло до складу Лохвицької міської громади[1].
- 19 липня 2020 року, в результаті адміністративно - територіальної реформи та ліквідації Лохвицького району, село увійшло до складу новоутвореного Миргородського району Полтавської області[2].

## Населення

### Мова
Розподіл населення за рідною мовою за даними :
| Мова       | Кількість | Відсоток |
| ---------- | --------- | -------- |
| українська | 474       | 94.99%   |
| російська  | 23        | 4.61%    |
| білоруська | 1         | 0.20%    |
| румунська  | 1         | 0.20%    |
| Усього     | 499       | 100%     |

## Економіка
- ВАТ ім. Мічуріна.
- «Борисфен», АФ.

## Освіта
- Дитячий садочок[джерело?].
- Загальноосвітня школа І ступеня[4].

## Об'єкти соціальної сфери
- Фельдшерсько-акушерський пункт.